# Maurice Delafosse

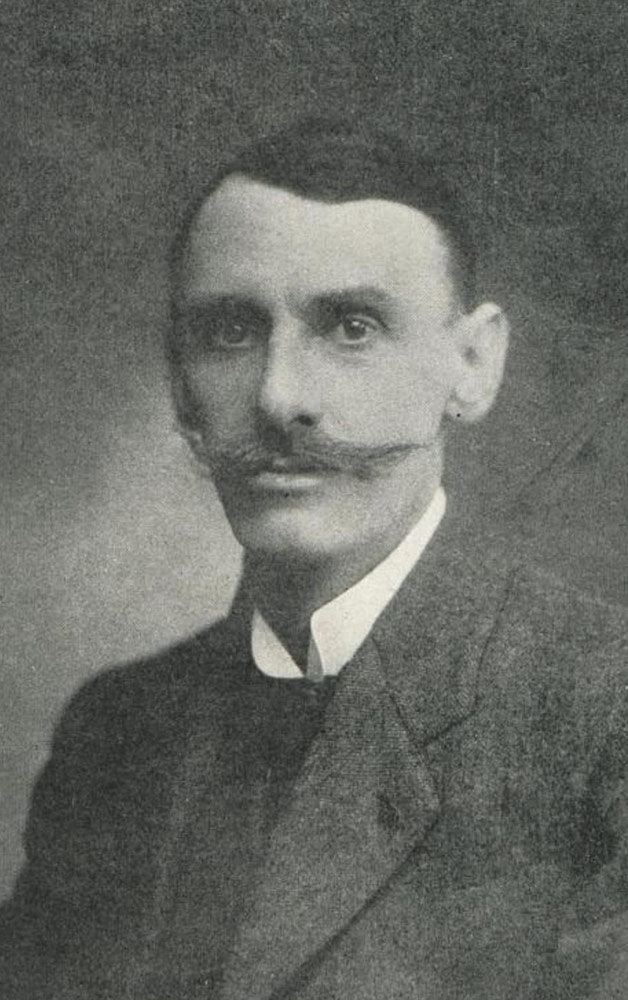
Maurice Delafosse (1924)

Ernest François Maurice Delafosse (* 20. Dezember 1870 in Sancergues, Département Cher; † 13. November 1926 in Paris) war ein französischer Ethnograph, Orientalist und Kolonialbeamter, der auch auf dem Gebiet der afrikanischen Sprachen arbeitete und sich als einer der ersten Europäer mit der vorkolonialen Geschichte Afrikas befasste.

## Leben
Delafosse war ein Sohn des Bauingenieurs oder Architekten François Célestine Delsfosse und dessen Ehefrau Elise Marie (geborene Bidault). Er hatte zwei ältere Geschwister Abel (rund viereinhalb Jahre älter) und Jeanne (rund eineinhalb Jahre älter) und wurde am 27. Dezember 1870 in der Kirche von Sancergues getauft. Insgesamt hatte er fünf Geschwister, von denen einige im Kindesalter starben, seine jüngere Schwester Merguerite wurde im November 1879 geboren. Einer seiner Onkel war Adrien Delafossse. Er schloss seinen Schulbesuch im Jahr 1888 ab und bewarb sich an der Militärschule Saint-Cyr. Da er nicht angenommen wurde, schrieb er sich 1889 an der medizinischen Fakultät der Pariser Universität ein. Da sich bereits sein Bruder Abel intensiv mit dem Kolonialthema beschäftigt hatte, erwachte auch bei Delafosse das Interesse an Afrika. Er brach das Studium bald wieder ab, da er in Afrika an einer der wenigen Schulen für Afrikaner unterrichten wollte. Daher begann er 1890 in der Schule für orientalische Sprachen in Paris Arabisch zu lernen. Hier begegnete er Octave Houdas, der sein Mentor und später sein Schwiegervater werden sollte.
Er hatte an einem Kongress unter der Leitung von Kardinal Charles Martial Lavigerie zur Bekämpfung der Sklaverei teilgenommen, wodurch er sich der Bekämpfung der Sklaverei zuwandte. 1891 schiffte er sich in Marseille ein und schloss sich zunächst in Algerien den „Frères armés du Sahara“ an, einer Organisation, die in der Befreiung von Sklavenkarawanen engagieren sollte. Doch wurden seine Erwartungen nicht erfüllt. Sie wurde kurz darauf aufgelöst.
Dalafoss begann 1894 seine Karriere als Kolonialbeamter an der Elfenbeinküste, wo er ein Angestellter des dortigen Gouverneurs Louis-Gustave Binger wurde und sich bis 1897 mit Eingeborenenangelegenheiten befasste. Es war eine Zeit, in der sich der Widerstand gegen die Kolonialisierung in Afrika formierte. Er nahm 1896 an Verhandlungen mit Samory Touré teil. Nach einem sechsmonatigen Aufenthalt in der Heimat kehrte er im Dezember 1897 als Kolonialverwalter und Kommissar der französischen Regierung in Liberia zurück. Er begab sich wieder an die Elfenbeinküste, wo er für die Grenzziehung zu Ghana, damals eine britische Kolonie, verantwortlich war.
1906 wurde er zur Vorbereitung einer Kolonialausstellung nach Marseille und ab 1908 von Gouverneur François Joseph Clozel in den Sudan berufen, um ethnographische und historische Monographie über das Land zu erstellen. 1909 kehrte er nach Frankreich zurück und unterrichtete sudanesische Sprachen an der Spezialschule für orientalische Sprachen und an der Schule für Politikwissenschaft.
Delafosse hatte Meinungsverschiedenheiten mit der französischen Regierung über die Verwaltung von Französisch-Afrika und wurde in der Folge für einen Großteil seines Lebens „mehr oder weniger aus den Kolonien verbannt“. Er setzte sich mit der zivilisatorischen Werten Schwarzafrikas auseinander, dabei wurde er zu einem der Pioniere bei der Rekonstruktion der afrikanischen Geschichte. 1915 wurde er in die Direktion für politische Angelegenheiten in den Senegal berufen und am 31. Dezember 1919 in den Ruhestand versetzt. So kehrte er endgültig nach Frankreich zurück, um sich seinen Forschung zu widmen.
In seinem Hauptwerk Haut-Sénégal-Niger (1912) versuchte Delafosse, die Geschichte Westafrikas, vor allem das Gebiet der alten Großreiche Ghana, Mali und Songhai, zu rekonstruieren. Gemeinsam mit Octave Houdas gab er die beiden wichtigsten Chroniken Westafrikas, Tarikh al-Fettash und Tarikh al-Soudan (15./17. Jhd.) in Übersetzung heraus.

## Kritik
Die von Delafosse angelegte Liste der Könige von Mali, die später von vielen Autoren und auch im Internet übernommene wurde erscheint teilweise zweifelhaft, da einige Daten passend gemacht wurden, um ein schlüssiges Bild zu ergeben. So fügte er, um eine zweifelhafte Anekdote in seinen arabischen Quellen glaubwürdig erscheinen zu lassen, einen Herrscher namens Abubakari II. in die Herrscherliste ein und versah ihn sogar mit konkreten Regentschaftsdaten (1310–1312), obwohl es keine Beweise gab, die einer seriösen historischen Kritik hätten standhalten können.

## Mitgliedschaften
- Offizier der Ehrenlegion
- Mitglied des Internationalen Kolonialinstituts zur Förderung der kolonialen Interessen der großen Kolonialmächte
- Vizepräsident des Institut ethnographique international de Paris
- Vizepräsident der Société de linguistique de Paris
- Generalsekretär der Société d’ethnographie

## Familie
Am 11. November 1907 heiratete Delafosse Alice (geborene Houdas, 1883–1929). Am Tag vor der Hochzeit gestand er seiner zukünftigen Frau, dass er bereits eine Gefährtin und Kinder in Afrika hatte. Er sah seine beiden afrikanischen Kinder nach seiner Abreise aus der Elfenbeinküste 1908 nie wieder.
- Charles Delafosse
- Louise Delafosse (1918–1988)

Er wurde in Boulogne-Billancourt auf dem Friedhof Pierre Grenier in der Familiengruft seines Schwiegervaters Octave Houdas beigesetzt, in der auch seine Frau Alice und ihren beiden Kindern Charles und Louise ruhen.

## Werke
- Essai de manuel pratique de la langue mandé ou mandingue. Ernest Leroux, Paris 1901 (archive.org).
- Les frontières de la Côte d'Ivoire de la Côte d'or et du Soudan. Masson, 1908 (archive.org).
- Haut Sénégal-Niger. 3 Bände, 1912.
- Traditions historiques et légendaires du Soudan occidental. 1913.
- Les langues de l’Afrique. 1920.
- L’âme nègre. Payot, 1921 (gallica.bnf.fr).
- Les Noirs de l’Afrique. Payot, 1922 (gallica.bnf.fr).
- Terminologie religieuse au Soudan. 1923.
- Broussard ou les états d’âme d’un colonial. Emile Larose, 1923 (gallica.bnf.fr Ausgabe von 1909).
- Les civilisations disparues, les civilisations négro-africaines. Librairie Stock, 1925 (gallica.bnf.fr).
- Les Nègres. Rieder et Cie, 1927.

Als Übersetzer
- Siré Abbâs Soh: Chroniques du Foùta sénégalais. Ernest Leroux, Paris 1913 (archive.org).